# Shastina
Shastina – bliźniaczy wulkan wyższego stratowulkanu Mount Shasta w USA, w północnej części stanu Kalifornia (Hrabstwo  Siskiyou), położony 90 km na północ od Redding. Jest to jeden z wyższych szczytów w Kalifornii, leżący na obszarze chronionym Mount Shasta Wilderness Area, około 3 km na zachód od Mount Shasta.

## Aktywność
Wulkan, podobnie jak Mount Shasta jest uznawany za aktywny a ostatnia erupcja miała miejsce w 1786 roku. Wulkan jest uznawany za potencjalnie niebezpieczny. O jego aktywności świadczą wydobywające się gazy oraz trzęsienia ziemi deformujące grunt. Wulkan uformował się w okresie pomiędzy 7650 r. p.n.e. a 7420 r. p.n.e..